# Turn on the Bright Lights
Turn on the Bright Lights album je prvijenac američkog indie rock sastava Interpol iz New Yorka, koji je objavljen 2002. godine od izdavača Matador. Album je objavljen uz veoma dobre kritike i otvorenu podršku glazbenog časopisa "New Musical Expressa" koji je zaslužan i za uspjeh singla "Obstacle" s istog albuma. Album je prema očekivanjima bio na tragu melankolije i klaustrofobične atmosfere Joy Divisiona.

## Popis pjesama
Sve skladbe napisao je sastav Interpol.
1. "Untitled" – 3:56
2. "Obstacle 1" – 4:11
3. "NYC" – 4:20
4. "PDA" – 4:59
5. "Say Hello to the Angels" – 4:28
6. "Hands Away" – 3:05
7. "Obstacle 2" – 3:47
8. "Stella Was a Diver and She Was Always Down" – 6:28
9. "Roland" – 3:35
10. "The New" – 6:07
11. "Leif Erikson" – 4:00

### Bonus skladbe na australijskom izdanju
- "Specialist" - 6:39

### Bonus skladbe na japanskom izdanju
- "Interlude" - 1:02
- "Specialist" - 6:39

Bunus skladbe na drugoj verziji:
- "Hands Away" (John Peel verzija)
- "Obstacle 2" (John Peel verzija)
- "PDA" (video)
- "NYC" (video)
- "Obstacle 1" (video)

### Bonus skladbe na meksičkom izdanju
- "Interlude" - 1:02
- "Specialist" - 6:39
- "PDA" (video)
- "NYC" (video)
- "Obstacle 1" (video)

## Izvođači
- Paul Banks – prvi vokal, gitara
- Daniel Kessler – prva gitara, prateći vokali
- Carlos Dengler – bas gitara, klavijature
- Samuel Fogarino – bubnjevi, udaraljke

## Top ljestvica
| Godina | Ljestvica              | Pozicija |
| ------ | ---------------------- | -------- |
| 2002.  | Billboard 200          | 158      |
| 2002.  | Top Independent Albums | 5        |
| 2003.  | Top Heatseekers        | 4        |

## Vanjske poveznice
- Allmusic  Arhivirana inačica izvorne stranice od 9. ožujka 2021. (Wayback Machine) - Recenzija albuma